# Kernella lauricola
Kernella lauricola är en svampart som först beskrevs av Thirum., och fick sitt nu gällande namn av Thirum. 1949. Kernella lauricola ingår i släktet Kernella och familjen Pucciniaceae.   Inga underarter finns listade i Catalogue of Life.